# Labeo senegalensis
Labeo senegalensis är en fiskart som beskrevs av Achille Valenciennes 1842. Labeo senegalensis ingår i släktet Labeo och familjen karpfiskar. Inga underarter finns listade i Catalogue of Life.
Denna fisk förekommer främst i västra Afrika från Senegal och södra Mauretanien till Tchad och Centralafrikanska republiken. Exemplaren vistas i vattendrag och insjöar.
Beståndet påverkas i viss mån av landskapsförändringar och fiske. Hela populationen bedöms som stor. IUCN kategoriserar arten globalt som livskraftig.